# Miracle (utwór muzyczny Pauli Seling i Oviego)
Miracle – utwór rumuńskich piosenkarzy, Paulę Seling i Oviego, wydany na jego drugim albumie studyjnym pt. A Bit of Pop Won't Hurt Anyone z 2014. Piosenkę napisał Ovi, Philip Halloun, Frida Amundsen i zespół producencki Beyond51, czyli Kjetil Helgesen, Victor Eugene Forberg-Skogeng, Marcus Ulstad Nilsen i Andreas Sjo Engen
W 2014 utwór zwyciężył w finale programu Romanian Selecția Națională, zdobywszy największe poparcie telewidzów i jurorów, dzięki czemu reprezentował Rumunię podczas 59. Konkursu Piosenki Eurowizji organizowanego w Kopenhadze. Został zaprezentowany przez duet w drugim półfinale konkursu i z drugiego miejsca awansował do finału, w którym zajął 12. miejsce.

## Teledysk
Oficjalny teledysk do utworu został zrealizowany w kwietniu 2015 w studiu Media Pro w Buftea, jego reżyserem został Alex Ceauşu. W wideoklipie zatańczyły Judith State i Mircea Andrei Ghinea. Premiera teledysku odbyła się 27 kwietnia.

## Lista utworów
Digital download
1. „Miracle” – 3:03

CD single
1. „Miracle” – 3:03
2. „Miracle” (Karaoke Version) – 3:03
3. „Playing with Fire” – 3:03

CD maxi-single
1. „Miracle” – 3:03
2. „Miracle” (Karaoke Version) – 3:03
3. „Miracle” (Acoustic Version) – 3:41
4. „Playing with Fire” – 3:03

## Notowania na listach przebojów
| Kraj              | Lista (2014)    | Najwyższe miejsce |
| ----------------- | --------------- | ----------------- |
| Belgia (Flandria) | Singles Top 50  | 73                |
| Irlandia          | Singles Top 100 | 88                |
| Wielka Brytania   | Singles Top 100 | 174               |